# Sheila Lerwill
Sheila W. Alexander-Lerwill, angleška atletinja, * 16. avgust 1928, London.
Nastopila je na poletnih olimpijskih igrah leta 1952, kjer je osvojila naslov olimpijske podprvakinje v skoku v višino. Na evropskih prvenstvih je osvojila naslov prvakinje leta 1950. 7. julija 1951 je postavila nov svetovni rekord v skoku v višino s 1,72 m, veljal je skoraj tri leta.